# Великий Мендромеж
Великий Мендромеж (пол. Wielki Mędromierz) — село в Польщі, у гміні Ґостицин Тухольського повіту Куявсько-Поморського воєводства.
Населення — 353 особи (2011).
У 1975-1998 роках село належало до Бидгощського воєводства.

## Демографія
Демографічна структура станом на 31 березня 2011 року:
|          | Загалом | Допрацездатний вік | Працездатний вік | Постпрацездатний вік |
| -------- | ------- | ------------------ | ---------------- | -------------------- |
| Чоловіки | 187     | 41                 | 129              | 17                   |
| Жінки    | 166     | 37                 | 93               | 36                   |
| Разом    | 353     | 78                 | 222              | 53                   |